# Culpa in eligendo
Culpa in eligendo es una expresión latina que puede traducirse como "culpa en la elección". Se utiliza en el ámbito del Derecho y, en concreto, en el de la responsabilidad civil.
Reconocer la culpa in eligendo supone admitir que una empresa o un empresario o empleador particular es responsable de los actos que realiza un empleado en el ámbito de su labor. El motivo que se alude es que es el empleador quien eligió al empleado y que, por tanto, debe asumir la responsabilidad civil de sus actos (haberlo elegido a él y no a otro con mayor capacidad). En España, viene establecida en el artículo 1903 del Código Civil.
Existen opiniones que entienden que la doctrina de la culpa in eligendo no es más que un argumento jurisprudencial para ampliar la responsabilidad al empresario, intentando objetivizar su responsabilidad en caso de daño a terceros de su actividad empresarial.